# Gobio delyamurei
Gobio delyamurei es una especie de pez cipriniforme de la familia de los ciprínidos (Cyprinidae)en el orden de los Cypriniformes. Es un pez de agua dulce. Se distribuye por Ucrania. Los machos pueden llegar alcanzar los 10,4 cm de longitud total.